# Skykomish
Skykomish /od “skaikh” = “inland” i “mish” = “people”/, vodeće pleme Snoqualmie Indijanaca s rijeke Skykomish u Washingtonu. Zimska naselja nalazila su im se blizu današnjeg Gold Bara, Monroe i Indexa. Po ugovoru Point Elliott kojeg potpisuju 1855. smješteni su na rezervat Tulalip na Puget Soundu, a u starom kraju blizu Gold Bara preostalo ih je 240 1900. Od plemena Snoqualmie odvojili su se 1859.

## Vanjske poveznice
- Snoqualmie Tribe of Indians ex rel. Skykomish Tribe of Indians[neaktivna poveznica]